# Verfahrensgebühr
Die Verfahrensgebühr ist ein Begriff aus dem deutschen Recht der Vergütung der Rechtsanwälte.
Das Vergütungsverzeichnis zum Rechtsanwaltsvergütungsgesetz (RVG) kennt in verschiedenen Abschnitten Verfahrensgebühren. Sie bemessen die Gebühr, die der Rechtsanwalt für das Betreiben des jeweiligen gerichtlichen Verfahrens erhält.
Im Zivilprozess, dessen Gebühren generell im 3. Abschnitt des Vergütungsverzeichnisses geregelt werden, bestimmt sich die Verfahrensgebühr in der Regel nach VV 3100 mit einer Gebühr in Höhe von 1,3 der Gebühr nach § 13 RVG. Für das Berufungs- und Revisionsverfahren fallen weitere Verfahrensgebühren an.
Im Strafverfahren, das im 4. Abschnitt des Vergütungsverzeichnisses geregelt ist, fallen Verfahrensgebühren an, wenn der zum Verteidiger bestellte Rechtsanwalt im Ermittlungsverfahren oder im gerichtlichen Verfahren tätig wird. Die Gebührenhöhe ist unterschiedlich, je nachdem, ob die Vertretung vor dem Amts- oder dem Landgericht erfolgt; innerhalb der Verfahren, die erstinstanzlich vor dem Landgericht verhandelt werden, erhöht sich die Gebühr nochmals für Verfahren, die vor der Schwurgerichts- oder Wirtschaftsstrafkammer stattfinden.
Zu den Verfahrensgebühren treten die nach den jeweiligen Abschnitten des Vergütungsverzeichnisses anfallenden Terminsgebühren hinzu.
Ist für die vorgerichtliche Tätigkeit in derselben Angelegenheit bereits eine Geschäftsgebühr entstanden, so wird diese zur Hälfte, höchstens mit einem Satz von 0,75 auf die Verfahrensgebühr angerechnet, soweit die Voraussetzungen des § 15a RVG vorliegen.